# Adrián Sáez
Adrián Sáez de Arregi Egurrola (Araia, 17 marzo 1986) è un ex ciclista su strada spagnolo.

## Palmarès

### Strada
- 2007 (Caja Rural, due vittorie)

Mémorial Cirilo Zunzarren
1ª tappa Vuelta a Vizcaya
- 2008 (Caja Rural, una vittoria)

Premio Lakuntza

## Piazzamenti

### Grandi Giri
- Giro d'Italia

2012: 156º

### Classiche monumento
- Giro delle Fiandre

2012: ritirato
2013: ritirato
- Parigi-Roubaix

2012: ritirato
2013: ritirato